# Сулка
Сулка — річка в Україні, у Сумському районі Сумської області. Ліва притока Сули (басейн Дніпра).

## Опис
Довжина річки 22 км, похил річки — 1,0 м/км. Площа басейну 71,7 км².

## Розташування
Бере початок у селі Маньки. Тече переважно на північний захід і на південно-західній околиці села Сульське впадає в річку Сулу, ліву притоку Дніпра.
Населені пункти вздовж берегової смуги: Федірки, Сіробабине, Філонівщина, Голубівка, Штепівка.
Річку перетинає автомобільний шлях Н07

## Цікаві факти
- Після проведення меліорації у 60-і роки минулого століття річка пересихає. Нині довжина річки становить приблизно 12 км.
- У населених пунктах Лебединського району, через які протікала річка, залишилися тільки загати.